# 밀란 유르디크
밀란 유르디크(슬로바키아어: Milan Jurdík, 1991년 11월 8일 ~ )는 슬로바키아의 축구 선수이다. 포지션은 공격수이며, 현재 오스트리아 푸스발-분데스리가의 WSG 슈바로프스키 티롤에서 활동하고 있다.

## 생애
2010년에 체코 1. 체스카 포트발로바 리가 소속 축구 클럽인 AC 스파르타 프라하에 입단하면서 프로 선수로 데뷔했다. AC 스파르타 프라하는 2009-10 1. 체스카 포트발로바 리가 시즌에서 우승을 차지했지만 그가 출전한 경기는 2010년 3월에 열린 SK 시그마 올로모우츠와의 1경기가 전부였다.
2010년부터 2014년까지 1. FK 프르지브람, FC 즈브로요프카 브르노, FK 바니크 소콜로프, MFK 카르비나에서 임대 선수로 활동했고 2015년에는 SK 디나모 체스케부데요비체로 완전 이적했다. 2016년에는 오스트리아 푸스발-분데스리가 소속 축구 클럽인 WSG 바텐스(현재의 WSG 슈바로프스키 티롤)로 이적했으며 2018-19 시즌에서는 WSG 바텐스의 에르스테 리가 시즌 우승을 경험했다.